# Muhammad Nami
Muhammad Nami (arab. ‏محمد نامي‎; ur. 2 listopada 1983 w Medynie) – saudyjski piłkarz występujący na pozycji obrońcy. Zawodnik Al-Hilal, reprezentant kraju.